# Tonelada equivalente de carbón

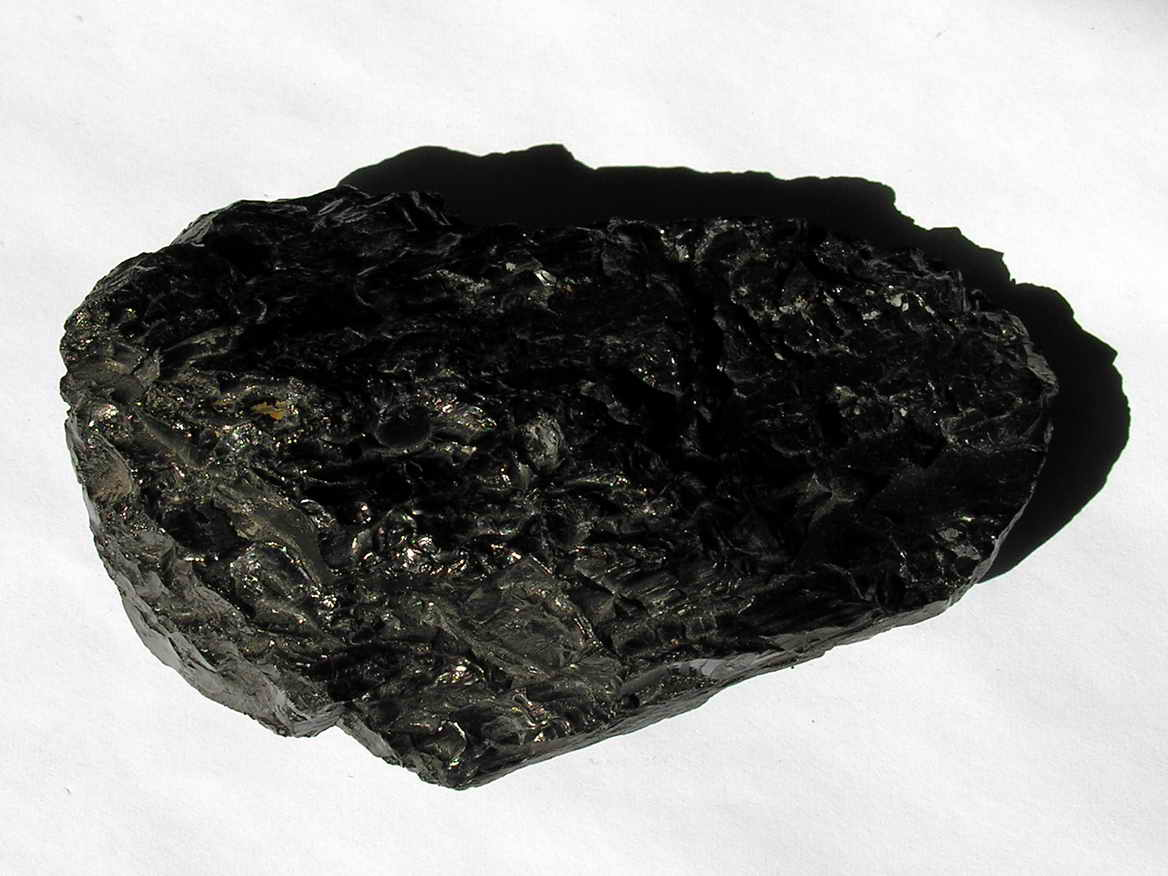
Mineral de Antracita, una de las variedades más puras de carbón.

La tonelada equivalente de carbón (símbolo tec) es una unidad de energía. Su valor equivale a la energía que hay en una tonelada de carbón y, como puede variar según la composición de este, se ha tomado un valor convencional de:
29 300 000 000 julios (29,3 GJ) = 8138,90 kWh.